# Nicola Monti
Pour les articles homonymes, voir Monti.
Nicola Monti (né le 21 novembre 1920 à Milan, mort le 1er mars 1993 à Fidenza) est un ténor italien, comptant parmi les tenore di grazia importants des années 1950.

## Biographie
Nicola Monti étudie le chant dès un jeune âge, et débute en concert à Florence en 1941, et la même année chante son premier grand rôle, le duc de Mantoue de Rigoletto, puis la guerre interrompt sa carrière.
Une fois la guerre finie, il reprend ses études à la Scuola di Canta du Teatro alla Scala de Milan. Il débute officiellement au Teatro San Carlo de Naples en 1951, en Elvino de La sonnambula, qui deviendra rapidement son rôle fétiche.
Il chante alors dans toute l'Italie. Il excelle dans les rôles de ténors légers, tels Almaviva, Nemorino, Ernesto, Cassio, Beppe, etc. Il chante aussi les opéras de Paisiello, Cimarosa et Mozart. 
Une carrière internationale se dessine également, il parait aux festivals de Wexford et de Hollande, à l'Opéra Garnier de Paris, à La Monnaie de Bruxelles, à l'Opéra de San Francisco.
Il a enregistré le rôle d'Elvino (La sonnambula) à deux reprises, d'abord en 1957 avec Maria Callas, puis en 1962 avec Joan Sutherland. 

## Sources
- (de) Operissimo.com Biographie en allemand